# Équipe cycliste LPR
L'Équipe cycliste LPR Brakes-Farnese Vini est une ancienne équipe de cyclisme sur route domiciliée en Irlande et dont l'encadrement et les coureurs étaient essentiellement italiens. Elle avait le statut d'équipe continentale professionnelle et participait donc principalement aux épreuves des circuits continentaux tout en pouvant profiter d'invitations sur des courses du ProTour.

## Histoire de l'équipe
L'équipe est fondée en 2004. Fin 2006, l'encadrement technique de l'équipe rejoint la nouvelle équipe Tinkoff Credit Systems. L'équipe LPR poursuit en 2007 sous licence suisse, sous la direction d'Induni Silvana, avec un encadrement composé de Davide Boifava et Mario Manzoni, issus de l'équipe italienne 3C qui disparaît en 2007, et d'Enrico Paolini, ancien directeur sportif de l'équipe Acqua & Sapone. La plupart des coureurs pour 2007 étaient également membre de 3C en 2006.
L'équipe disparaît fin 2009, mais plusieurs coureurs s'engagent avec De Rosa-Stac Plastic qui garde la structure de l'équipe.

## Classements sur les circuits continentaux
En 2004, LPR faisait partie des "Groupes Sportifs II". 

De 2005 à 2008, elle participait principalement, en tant qu'équipe continentale professionnelle, à l'UCI Europe Tour. Le tableau ci-dessous présente les classements de l'équipe sur ce circuit, ainsi que son meilleur coureur au classement individue
| Saison | Classement par équipes | Meilleur coureur au classement individuel |
| ------ | ---------------------- | ----------------------------------------- |
| 2004   | 18e (GSII)             | Dimitri Konyshev (295e)                   |
| 2005   | 6e                     | Danilo Napolitano (6e)                    |
| 2006   | 34e                    | Mikhaylo Khalilov (76e)                   |
| 2007   | 5e                     | Borut Božič (18e)                         |
| 2008   | 3e                     | Danilo Di Luca (5e)                       |
| 2009   | 9e                     | Alessandro Petacchi (5e)                  |

En 2009, LPR était une des équipes du Calendrier mondial UCI. 
| Saison | Classement par équipes | Meilleur coureur au classement individuel |
| ------ | ---------------------- | ----------------------------------------- |
| 2009   | 24e                    | Alessandro Petacchi (48e)                 |

## LPR-Piacenza en 2005[1]

### Effectif
| Cycliste            | Date de naissance | Nationalité | Équipe 2004 |
| ------------------- | ----------------- | ----------- | ----------- |
| Elio Aggiano        | 15.03.1972        | Italie      |             |
| Daniele Contrini    | 15.08.1974        | Italie      |             |
| Ivan Degasperi      | 26.07.1981        | Italie      |             |
| Andrea Del Biaggio  | 23.09.1980        | Suisse      |             |
| Ivan Fanelli        | 13.10.1978        | Italie      |             |
| Aitor Hernández     | 24.01.1982        | Espagne     |             |
| Mikhaylo Khalilov   | 03.07.1975        | Ukraine     |             |
| Dimitri Konyshev    | 18.02.1966        | Russie      |             |
| Michele Maccanti    | 12.12.1979        | Italie      |             |
| Alessandro Maserati | 08.09.1979        | Italie      |             |
| Daniele Masolino    | 01.09.1979        | Italie      |             |
| Giuseppe Muraglia   | 03.08.1979        | Italie      |             |
| Danilo Napolitano   | 31.01.1981        | Italie      |             |
| Luca Nardello       | 09.05.1981        | Italie      |             |
| Mauro Santambrogio  | 07.10.1984        | Italie      |             |
| Alberto Tiberio     | 12.07.1982        | Suisse      |             |
| Pavel Tonkov        | 09.02.1969        | Russie      |             |

### Victoires
| Date       | Course                | Pays   | Classe | Vainqueur          |
| ---------- | --------------------- | ------ | ------ | ------------------ |
| 06/03/2005 | Tour du lac Majeur    | Suisse | 1.2    | Mauro Santambrogio |
| 13/03/2005 | Giro del Mendrisiotto | Suisse | 1.2    | Michele Maccanti   |
| 20/03/2005 | Tour du Stausee       | Suisse | 1.1    | Danilo Napolitano  |

## LPR en 2007[2]

### Effectif
| Cycliste               | Date de naissance | Nationalité | Équipe 2006                    |
| ---------------------- | ----------------- | ----------- | ------------------------------ |
| Paolo Bailetti         | 15.07.1980        | Italie      | Androni Giocattoli-3C          |
| Maurizio Bellin        | 20.04.1982        | Italie      | Androni Giocattoli-3C          |
| Roger Beuchat          | 02.01.1972        | Suisse      | LPR                            |
| Borut Božič            | 08.08.1980        | Slovénie    | Perutnina Ptuj                 |
| Daniele Callegarin     | 21.09.1982        | Italie      | Androni Giocattoli-3C          |
| Luca Celli             | 23.02.1979        | Italie      | Acqua & Sapone - Caffe Mokambo |
| Riccardo Chiarini      | 20.02.1984        | Italie      | Androni Giocattoli-3C          |
| Andreas Dietziker      | 15.10.1982        | Suisse      |                                |
| Raffaele Ferrara       | 03.10.1976        | Italie      | Androni Giocattoli-3C          |
| José Ignacio Gutiérrez | 01.12.1977        | Espagne     | Phonak                         |
| José Enrique Gutiérrez | 18.06.1974        | Espagne     | Phonak                         |
| Marco Marcato          | 11.02.1984        | Italie      | Androni Giocattoli-3C          |
| Samuele Marzoli        | 01.03.1984        | Italie      |                                |
| Alessandro Maserati    | 08.09.1979        | Italie      |                                |
| Yuriy Metlushenko      | 04.01.1976        | Ukraine     |                                |
| Daniele Nardello       | 02.08.1972        | Italie      | T-Mobile                       |
| Walter Proch           | 17.02.1984        | Italie      | Néo-pro                        |
| Nazareno Rossi         | 03.04.1985        | Suisse      | Néo-pro                        |
| Luca Solari            | 02.10.1979        | Italie      | Androni Giocattoli-3C          |
| Alberto Tiberio        | 12.07.1982        | Suisse      | Health Net presented by Maxxis |
| Roberto Traficante     | 23.09.1984        | Italie      |                                |

### Victoires
| Date       | Course                                 | Pays      | Classe | Vainqueur         |
| ---------- | -------------------------------------- | --------- | ------ | ----------------- |
| 18/03/2007 | Giro del Mendrisiotto                  | Suisse    | 1.2    | Andreas Dietziker |
| 12/04/2007 | Grand Prix Pino Cerami                 | Belgique  | 1.1    | Luca Solari       |
| 18/05/2007 | 3e étape du Tour de Rhénanie-Palatinat | Allemagne | 2.1    | Luca Celli        |
| 20/05/2007 | 5e étape du Tour de Rhénanie-Palatinat | Allemagne | 2.1    | Andreas Dietziker |
| 02/06/2007 | Grand Prix Kranj                       | Slovénie  | 1.1    | Borut Božič       |
| 01/08/2007 | Classement général du Tour de Wallonie | Belgique  | 2.HC   | Borut Božič       |
| 24/08/2007 | 3e étape du Tour d'Irlande             | Irlande   | 2.1    | Borut Božič       |
| 26/08/2007 | 5e étape du Tour d'Irlande             | Irlande   | 2.1    | Marco Marcato     |

## LPR Brakes-Ballan en 2008[3]

### Effectif
| Cycliste               | Date de naissance | Nationalité | Équipe 2007      |
| ---------------------- | ----------------- | ----------- | ---------------- |
| Paolo Bailetti         | 15.07.1980        | Italie      |                  |
| Alessandro Petacchi    | 3.01.1974         | Italie      |                  |
| Gabriele Bosisio       | 06.08.1980        | Italie      | Tenax            |
| Luca Celli             | 23.02.1979        | Italie      |                  |
| Riccardo Chiarini      | 20.02.1984        | Italie      |                  |
| Claudio Cucinotta      | 22.01.1982        | Italie      | Tenax            |
| Danilo Di Luca         | 02.01.1976        | Italie      | Liquigas         |
| Giairo Ermeti          | 07.04.1981        | Italie      | Tenax            |
| Raffaele Ferrara       | 03.10.1976        | Italie      |                  |
| Roberto Ferrari        | 09.03.1983        | Italie      | Tenax            |
| Jure Golčer            | 12.07.1977        | Slovénie    | Tenax            |
| Sergio Laganà          | 04.11.1982        | Italie      | Tenax            |
| Sergio Marinangeli     | 02.07.1980        | Italie      | Aurum Hotels     |
| Alessandro Maserati    | 08.09.1979        | Italie      |                  |
| Matteo Montaguti       | 06.01.1984        | Italie      | Néoprofessionnel |
| Daniele Pietropolli    | 11.07.1980        | Italie      | Tenax            |
| Ruslan Pidgornyy       | 25.07.1977        | Ukraine     | Tenax            |
| Walter Proch           | 17.02.1984        | Italie      |                  |
| Cristiano Salerno      | 18.02.1985        | Italie      | Tenax            |
| Paolo Savoldelli       | 07.05.1973        | Italie      | Astana           |
| Alessandro Spezialetti | 14.01.1975        | Italie      | Liquigas         |

### Victoires
Victoires sur les Circuits continentaux
| Date       | Course                                               | Pays            | Classe | Vainqueur           |
| ---------- | ---------------------------------------------------- | --------------- | ------ | ------------------- |
| 13/02/2008 | 3e étape du Tour de la province de Reggio de Calabre | Italie          |        | Daniele Pietropolli |
| 13/02/2008 | Tour de la province de Reggio de Calabre             | Italie          |        | Daniele Pietropolli |
| 08/03/2008 | 2e étape du Tour ivoirien de la Paix                 | Côte d'Ivoire   |        | Sergio Laganà       |
| 09/03/2008 | 3e étape du Tour ivoirien de la Paix                 | Côte d'Ivoire   |        | Walter Proch        |
| 04/04/2008 | 4e étape de la Semaine cycliste lombarde             | Italie          |        | Danilo Di Luca      |
| 06/04/2008 | Classement général de la Semaine cycliste lombarde   | Italie          |        | Danilo Di Luca      |
| 20/04/2008 | Giro d'Oro                                           | Italie          |        | Gabriele Bosisio    |
| 16/05/2008 | 7e étape du Tour d'Italie                            | Italie          |        | Gabriele Bosisio    |
| 11/06/2008 | 1re étape du Tour de Slovénie                        | Slovénie        |        | Claudio Cucinotta   |
| 13/06/2008 | 3e étape du Tour de Slovénie                         | Slovénie        |        | Jure Golčer         |
| 14/06/2008 | Tour de Slovénie                                     | Slovénie        |        | Jure Golčer         |
| 09/07/2008 | 3e étape du Tour d'Autriche                          | Autriche        |        | Ruslan Pidgornyy    |
| 25/07/2008 | 3e étape du Brixia Tour                              | Italie          |        | Gabriele Bosisio    |
| 07/09/2008 | 1re étape du Tour de Grande-Bretagne                 | Grande-Bretagne |        | Alessandro Petacchi |
| 12/09/2008 | 6e étape du Tour de Grande-Bretagne                  | Grande-Bretagne |        | Alessandro Petacchi |
| 14/09/2008 | 8e étape du Tour de Grande-Bretagne                  | Grande-Bretagne |        | Alessandro Petacchi |
| 20/09/2008 | Memorial Viviana Manservisi                          | Italie          |        | Alessandro Petacchi |
| 11/10/2008 | Tour d'Émilie                                        | Italie          |        | Danilo Di Luca      |
| 12/10/2008 | Grand Prix Bruno Beghelli                            | Italie          |        | Alessandro Petacchi |

## LPR Brakes-Farnese Vini en 2009[4]

### Effectif
| Coureur                | Date de naissance | Nationalité | Équipe 2008      | Équipe 2010          |
| ---------------------- | ----------------- | ----------- | ---------------- | -------------------- |
| Lorenzo Bernucci       | 15.09.1979        | Italie      | Cinelli-OPD      | Lampre-NGC           |
| Gabriele Bosisio       | 06.08.1980        | Italie      |                  |                      |
| Damiano Caruso         | 12.10.1987        | Italie      |                  | De Rosa-Stac Plastic |
| Marco Cattaneo         | 05.06.1982        | Italie      | NGC Medical      | De Rosa-Stac Plastic |
| Riccardo Chiarini      | 20.02.1984        | Italie      |                  | De Rosa-Stac Plastic |
| Claudio Cucinotta      | 22.01.1982        | Italie      |                  | De Rosa-Stac Plastic |
| Danilo Di Luca         | 02.01.1976        | Italie      |                  |                      |
| Giairo Ermeti          | 07.04.1981        | Italie      |                  | De Rosa-Stac Plastic |
| Roberto Ferrari        | 09.03.1983        | Italie      |                  | De Rosa-Stac Plastic |
| Jure Golčer            | 12.07.1977        | Slovénie    |                  | De Rosa-Stac Plastic |
| Sergio Laganà          | 04.11.1982        | Italie      |                  | De Rosa-Stac Plastic |
| Sergio Marinangeli     | 02.07.1980        | Italie      |                  | De Rosa-Stac Plastic |
| Matteo Montaguti       | 06.01.1984        | Italie      |                  | De Rosa-Stac Plastic |
| Fabio Negri            | 06.12.1982        | Italie      | Néoprofessionnel | De Rosa-Stac Plastic |
| Alberto Ongarato       | 24.071975         | Italie      | Milram           | Vacansoleil          |
| Alessandro Petacchi    | 3.01.1974         | Italie      |                  | Lampre-NGC           |
| Daniele Pietropolli    | 11.07.1980        | Italie      |                  | Lampre-NGC           |
| Cristiano Salerno      | 18.02.1985        | Italie      |                  | De Rosa-Stac Plastic |
| Alessandro Spezialetti | 14.01.1975        | Italie      |                  | Lampre-NGC           |

### Victoires
| Date       | Course                                                | Pays     | Classe | Vainqueur               |
| ---------- | ----------------------------------------------------- | -------- | ------ | ----------------------- |
| 07/02/2009 | Grand Prix de la côte étrusque                        | Italie   | 1.1    | Alessandro Petacchi     |
| 15/02/2009 | 3e étape du Tour de la province de Grosseto           | Italie   | 2.1    | Daniele Pietropolli     |
| 15/02/2009 | Classement général du Tour de la province de Grosseto | Italie   | 2.1    | Daniele Pietropolli     |
| 28/02/2009 | 5e étape du Tour de Sardaigne                         | Italie   | 2.1    | Alessandro Petacchi     |
| 12/03/2009 | 2e étape du Tirreno-Adriatico                         | Italie   | HIS    | Alessandro Petacchi     |
| 31/03/2009 | 1re étape de la Semaine cycliste lombarde             | Italie   | 2.1    | LPR Brakes-Farnese Vini |
| 01/04/2009 | 2e étape de la Semaine cycliste lombarde              | Italie   | 2.1    | Alessandro Petacchi     |
| 03/04/2009 | 4e étape de la Semaine cycliste lombarde              | Italie   | 2.1    | Alessandro Petacchi     |
| 05/04/2009 | Classement général de la Semaine cycliste lombarde    | Italie   | 2.1    | Daniele Pietropolli     |
| 15/04/2009 | Grand Prix de l'Escaut                                | Belgique | 1.HC   | Alessandro Petacchi     |
| 25/04/2009 | 4e étape du Tour du Trentin                           | Italie   | 2.1    | Danilo Di Luca          |
| 03/05/2009 | Tour de Toscane                                       | Italie   | 1.1    | Alessandro Petacchi     |
| 10/05/2009 | 2e étape du Tour d'Italie                             | Italie   | HIS    | Alessandro Petacchi     |
| 11/05/2009 | 3e étape du Tour d'Italie                             | Italie   | HIS    | Alessandro Petacchi     |
| 06/06/2009 | Mémorial Marco Pantani                                | Italie   | 1.1    | Roberto Ferrari         |
| 13/06/2009 | 1re étape du Delta Tour Zeeland                       | Pays-Bas | 2.1    | Alessandro Petacchi     |

### Victoires de Danilo Di Luca retirées
| Date       | Course                     | Pays   | Classe | Vainqueur      |
| ---------- | -------------------------- | ------ | ------ | -------------- |
| 12/05/2009 | 4e étape du Tour d'Italie  | Italie | HIS    | Danilo Di Luca |
| 19/05/2009 | 10e étape du Tour d'Italie | Italie | HIS    | Danilo Di Luca |